# Neuseeländische Cricket-Nationalmannschaft gegen Afghanistan in der Saison 2024/25
Die Tour der neuseeländischen Cricket-Nationalmannschaft gegen Afghanistan in der Saison 2024/25 fand vom 9. bis zum 13. September 2024 in Indien statt. Die internationale Cricket-Tour war Bestandteil der Internationalen Cricket-Saison 2024/25 und umfasste einen Test, der auf Grund von starken Regenfällen nicht ausgetragen werden konnte.

## Vorgeschichte
Für beide Mannschaften war es die erste Tour der Saison. Es war das erste Aufeinandertreffen der beiden Teams bei einer Tour, zuvor trafen sie lediglich bei Turnieren aufeinander. Auch war es der erste Test den die beiden Teams gegeneinander austrugen.

## Stadion
Das folgende Stadion wurde für die Tour als Austragungsort vorgesehen und am 26. Juli 2024 bekanntgegeben.
| Stadion                                   | Stadt         | Kapazität | Spiele  |
| ----------------------------------------- | ------------- | --------- | ------- |
| Shaheed Vijay Singh Pathik Sports Complex | Greater Noida | 8.000     | 1. Test |

## Kaderlisten
Neuseeland benannte seinen Kader am 12. August 2024. Afghanistan benannte seinen Kader am 6. September 2024.
| Test | Test |
| Afghanistan | Neuseeland |
| --- | --- |
| - Hashmatullah Shahidi (K) - Abdul Malik - Afsar Zazai (wk) - Azmatullah Omarzai - Bahir Shah - Ibrahim Zadran - Ikram Alikhil (wk) - Khalil Ahmad - Nijat Masood - Qais Ahmad - Rahmat Shah - Riaz Hassan - Shahidullah - Shamsurrahman - Zahir Khan - Zia-ur-Rehman | - Tim Southee (K) - Tom Latham (VK) - Tom Blundell (wk) - Michael Bracewell - Devon Conway (wk) - Matt Henry - Daryl Mitchell - William O’Rourke - Ajaz Patel - Glenn Phillips - Rachin Ravindra - Mitchell Santner - Ben Sears - Kane Williamson - Will Young |

## Test in Greater Noida
| 9. – 13. September Scorecard | Greater Noida | Afghanistan    | – | Neuseeland |
|                              |               | Spiel abgesagt |   |            |

Nachdem es in der Nacht vor Spielbeginn stark geregnet hatte, gelang es am ersten Tag nicht das Feld ausreichend abzutrocknen um das Spielen zu ermöglichen. Dies sollte sich am zweiten Tag wiederholen, da es nicht gelang, das Außenfeld zu trocknen und so für die Spieler ein ungefährliches Spiel zu ermöglichen. Am dritten Tag wurde das Spiel für den Tag schon vor Beginn abgesagt, nachdem erneut schwere Regenfälle über Nacht und am Morgen vermeldet wurden. Nachdem am vierten Tag dann ein einwöchiger Niederschlag von mehr als 1200 mm erreicht wurde, musste auch dieser abgesagt werden. Am fünften Tag wurde dann der Test endgültig abgesagt, womit es erst das achte Spiel in der Test-Historie war, dass ohne einen Ball zu spielen abgesagt werden musste.

## Auszeichnungen

### Player of the Match
Als Player of the Match wurden die folgenden Spieler ausgezeichnet.
| Spiel   | Player of the Match |
| ------- | ------------------- |
| 1. Test | –                   |